# The Dukes of Hazzard: Hazzard in Hollywood!

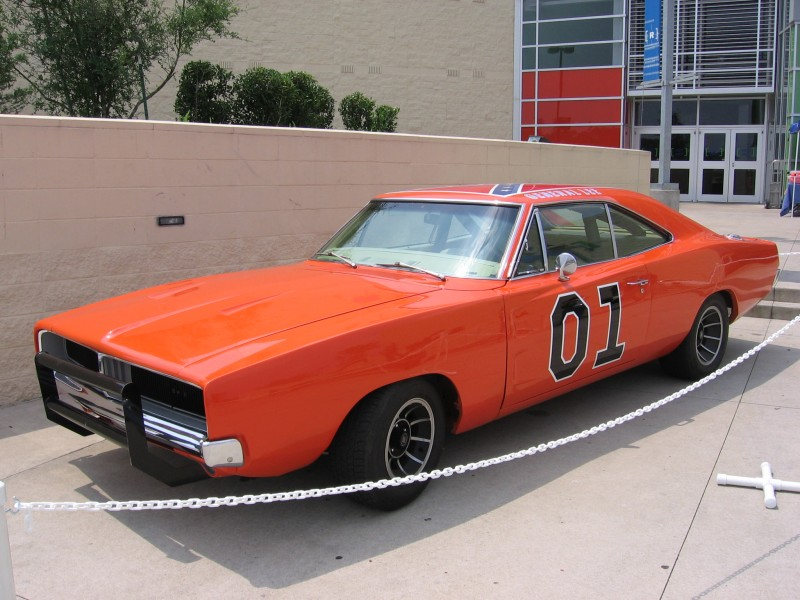
General Lee

The Dukes of Hazzard: Hazzard in Hollywood is een Amerikaanse televisiefilm uit 2000, gebaseerd op de televisieserie The Dukes of Hazzard. Het is de tweede reüniefilm van de serie; de eerste was The Dukes of Hazzard: Reunion!.
De film werd geregisseerd door Bradford May. Alle nog levende acteurs uit de serie vertolken in de film wederom hun rollen uit de serie.

## Verhaal
Bij aanvang van de film nemen Bo en Luke Duke deel aan het Hazzard County festival, waar onder andere countryzanger Toby Keith een optreden geeft.
Ook aanwezig op het feest is een oude tegenstander van wijlen Boss Hogg, Ezra Bushmaster. Hij doneert een groot geldbedrag aan de stad om het ziekenhuis te steunen, op voorwaarde dat de inwoners van Hazzard zelf de rest van het benodigde bedrag bijeen zien te krijgen. Een muziekpromotor die toevallig in Hazzard is komt de inwoners te hulp door aan te bieden opnames van het optreden te verkopen. De Dukes besluiten deze opnames in Hollywood aan de man te gaan brengen om aan het geld te komen.
De twee worden bijgestaan door Rosco P. Coltrane, Cooter Davenport, en Cletus Hogg. Ezra, die er juist op had gerekend dat de inwoners van Hazzard niet zouden slagen in hun opdracht, huurt echter een schutter in om de Dukes te stoppen. Zijn eerste aanslag mislukt en de Dukes bereiken Hollywood. Ze kamperen in de Hollywood Hills, alwaar ze worden opgezocht door Enos Strate.
Die nacht stelen handlangers van Ezra de truck van de Dukes met daarin alle opnames. Bij een poging om de truck terug te krijgen redden Bo en Luke een Mexicaan van een straatbende. Deze nodigt hen als dank uit voor een feestje, waar Bo een nichtje van de man ontmoet en direct verliefd op haar wordt.
De volgende dag horen de Dukes dat de truck is gezien bij een sloperij. Daar aangekomen blijkt de truck reeds te zijn vernietigd, maar de muziekopnames zaten er niet meer in. De Dukes zoeken verder. Ondertussen krijgt Daisy Duke werk als stuntvrouw, en ontmoet Rosco een oplichter die blijkt te werken voor Ezra.
Uiteindelijk krijgen de Dukes de muziekopnames terug en verdienen ze het geld.

## Rolverdeling
| Acteur         | Personage                 |
| -------------- | ------------------------- |
| John Schneider | Bo Duke                   |
| Tom Wopat      | Luke Duke                 |
| Catherine Bach | Daisy Duke                |
| Sonny Shroyer  | Enos Strate               |
| James Best     | Sheriff Rosco P. Coltrane |
| Ben Jones      | Cooter Davenport          |
| Rick Hurst     | Cletus Hogg               |
| Nicolas Coster | Ezra Bushmaster           |
| Mac Davis      | de verteller.             |

## Achtergrond
Net als in de vorige film wordt de titelsong uit de serie, "Good Ol' Boys", niet gebruikt. In plaats daarvan wordt de film geopend met het nummer "Good Times."
Mac Davis is de eerste verteller in een Dukes of Hazzard-productie die daadwerkelijk in beeld verschijnt.
De film werd opgedragen aan Denver Pyle, de acteur die in de serie en vorige film de rol van Jesse Duke speelde, die in 1997 is overleden.
Deze film is de laatste met de originele castleden uit de serie. Toekomstige films met de resterende originele castleden lijken uitgesloten daar volgens Tom Wopat het niet hetzelfde zou zijn zonder Sorrell Booke (Boss Hogg) en Denver Pyle (Jesse Duke).